# Экология Первоуральска
В 2020 году по сравнению с 2019 годом снизились общее количество выбросов загрязняющих веществ в атмосферный воздух от промышленных предприятий города. В 2020 году по результатам наблюдения за загрязнением атмосферного воздуха, были зафиксированы превышения нормативов содержания в атмосферном воздухе диоксида серы, диоксида азота, оксида азота и сероводорода. В 2020 году отмечается повышенное загрязнение отдельных участков рек из-за дефицита водных ресурсов необходимого качества (до 30-80% объёма).
На территории Первоуральска зарегистрировано 25 объектов размещения отходов.

## Качество атмосферного воздуха
Наблюдения проводятся на двух стационарных постах наблюдения за состоянием загрязнения атмосферы (№ 1 и 2). Посты подразделяются на: «городские», в жилых районах и «авто», вблизи автомагистралей с интенсивным движением транспорта.
На 2018 год:
По результатам наблюдений в 2018 году уровень загрязнения атмосферного воздуха низкий. Среднегодовые концентрации диоксида азота, взвешенных веществ, фторида водорода и оксида азота не превышены.
В период 2016—2018 годах было зафиксировано превышение максимальной разовой концентрации сероводорода в 1,4, 3,9 и 4,4 раза соответственно. 
В 2020 году по результатам наблюдения за загрязнением атмосферного воздуха, были зафиксированы превышения нормативов содержания в атмосферном воздухе диоксида серы, диоксида азота, оксида азота и сероводорода.
В соответствии с классификацией суммарного показателя загрязнения атмосферного воздуха (Ксум.) Первоуральск относится к территориям с высоким уровнем загрязнения атмосферного воздуха.
| № строки | Наименование предприятия                                          | Объем выбросов (тыс. т.) | Объем выбросов (тыс. т.) | Объем выбросов (тыс. т.) |
| -------- | ----------------------------------------------------------------- | ------------------------ | ------------------------ | ------------------------ |
| № строки | Наименование предприятия                                          | 2018                     | 2019                     | 2020                     |
| 1        | АО «Первоуральский новотрубный завод»                             | 3,6                      | 3,8                      | 3,6                      |
| 2        | Первоуральская ТЭЦ филиал «Свердловский» ПАО «Т Плюс»             | 0,68                     | 0,66                     | 0,60                     |
| 3        | ОП ООО «Свердловская теплоснабжающая компания» по ГО Первоуральск | 0,6                      | 0,60                     | 0,66                     |
| 4        | АО «Русский хром 1915»                                            | 0,3                      | 0,32                     | 0,25                     |

## Качество водных ресурсов
В 2018—2020 годах наблюдаются низкие величины минимального стока на большинстве рек и повышенное загрязнение отдельных участков рек, которые обусловили дефицит водных ресурсов необходимого качества (до 30‒80 % объёма).
Для забора воды на территории городского округа используются реки Чусовая, Талица, водохранилища Шайтанское, Верхне-Шайтанское, Нижне-Шайтанское.
На долю Первоуральска в 2020 году пришлось 26,49 млн. куб. м использованной воды (4,1% от общего использования воды Свердловской областью).
На территории городского округа в 2020 году действуют 15 комплексов очистных сооружений (биологической очистки — 8, механической очистки — 4 и физико-химической очистки — 3) суммарной проектной мощностью 50,68 млн куб. м/год. Фактический объём сточных вод, поступивших в поверхностные водные объекты после очистных сооружений, составил 34,93 млн м³.
Наиболее крупными водопользователями и источниками сброса загрязненных сточных вод являются:
- ППМУП «Водоканал» — 20,67 млн м³ (77,1 %);
- АО «Первоуральский новотрубный завод» — 5,28 млн м³ (17,8 %);
- АО «Русский хром 1915» — 1,35 млн м³ (4,5 %). В 2020 году был выявлен  случай экстремально высокого уровня загрязнения поверхностных вод в створах наблюдательной сети реки Чусовая, 8,5 км выше города Первоуральска, 2 км выше города Ревды, марганцем (концентрация 0,710 мг/л).[1]

## Радиационные происшествия
16 марта 2016 года в ОАО «Первоуральский новотрубный завод» был зарегистрирован повышенный радиационный фон на вагоне с металлоломом. 
19 декабря 2017 года в АО «Первоуральский новотрубный завод» снова был зарегистрирован повышенный радиационный фон на вагоне с металлоломом. 
В 2020 году не было отмечено радиационных происшествий.

## Отходы производства и потребления
| Образовано                            | Образовано | Образовано | Утилизировано, обезврежено | Утилизировано, обезврежено | Утилизировано, обезврежено | Размещено и временно складировано отходов | Размещено и временно складировано отходов | Размещено и временно складировано отходов |
| ------------------------------------- | ---------- | ---------- | -------------------------- | -------------------------- | -------------------------- | ----------------------------------------- | ----------------------------------------- | ----------------------------------------- |
| 2018                                  | 2019       | 2020       | 2018                       | 2019                       | 2020                       | 2018                                      | 2019                                      | 2020                                      |
| АО «Первоуральский динасовый завод»   |            |            |                            |                            |                            |                                           |                                           |                                           |
| 723,6                                 | 784,3      | 512,8      | 938,2                      | 783,2                      | 566,1                      | 0,1                                       | <0,01                                     | <0,1                                      |
| АО «Первоуральский новотрубный завод» |            |            |                            |                            |                            |                                           |                                           |                                           |
| 455,9                                 | 392,4      | 374,7      | 193,7                      | 126,4                      | 105,9                      | 1,6                                       | 1,2                                       | 1,7                                       |
| АО «Экорус-Первоуральск»              |            |            |                            |                            |                            |                                           |                                           |                                           |
| 0,06                                  | 0,1        | 0,2        | 183,2                      | 192,2                      | 193,7                      | 0                                         | 0                                         | 0                                         |

Наличие отходов производства и потребления на территории городского округа на конец 2020 г. (с учётом 30,89 млн т отходов на бесхозяйных объектах размещения промышленных и коммунальных отходов и на объектах размещения отходов, по которым не представлен в установленные сроки Технический отчет за 2018 г.) составило 132,26 млн. т.
На территории Первоуральска зарегистрировано 25 объектов размещения отходов, общая площадь которых составляет 393,12 га, из них 6 бесхозяйных объектов размещения промышленных отходов и 2 бесхозяйных объекта размещения коммунальных отходов. В Государственный реестр объектов размещения отходов включены 10 объектов размещения отходов.